# Baltasar Peña Hinojosa
Baltasar Peña Hinojosa (Campillos, Málaga, 5 de marzo de 1906-Málaga, 6 de mayo de 1992) fue un abogado, político y escritor español del Partido Agrario Español.Procurador en Cortes por la circunspección de Málaga y presidente de dicha diputación provincial desde el 12 de mayo de 1946 al 14 de mayo de 1955, cuando fue sucedido por Antonio Pérez de la Cruz González.

## Biografía
Nació en 1906 en Campillos, fue hijo del médico y político Francisco Peña Calvente y de Josefa Hinojosa Carvajal, y tuvo dos hermanas; Rosario y María Peña Hinojosa. Su abuelo, Francisco Hinojosa y Casasola, fue alcalde de Málaga y senador por dicha provincia. Baltasar realizó sus estudios en su pueblo natal y los Colegios de Jesuitas de Sevilla y El Puerto de Santa María (Cádiz). Por último se casó en Málaga con María Álvarez Gross y tuvo 6 hijos. 
En la política comenzó como procurador en Cortes y presidente del Consejo de Administración de la Fundación Caja de Ahorros Provincial de Málaga. Entre 1946 y 1955 fue presidente de la Diputación Provincial de Málaga, institución desde la cual puso en marcha la creación del Centro Coordinador de Bibliotecas y la Biblioteca Provincial Cánovas del Castillo.
En 1946 fue elegido miembro de la Real Academia de Bellas Artes de San Telmo, de la que fue presidente entre 1976 y 1986, y posteriormente presidente honorario hasta su fallecimiento. Ese mismo año fue nombrado director del Instituto de Estudios Malagueños, además de fundador y director de la revista Gibralfaro.
Su obra literaria abarca diversos géneros. En poesía publicó títulos como Miniaturas (1927), Rutas íntimas (1950), VII Poemas (1966) y Poemas de la Semana Santa Mayor Malagueña (1970). En el ámbito histórico destacó con Pequeña historia de la villa de Campillos (1960), y en arte con libros como Los pintores malagueños del siglo XX (1964), J. Garner (1967), Ferrándiz y Fortuny. El genio y la amistad (1968), J. Nogales (1972), Siete pintores y un tema (1973) y R. Verdugo Llandi (1971).

## Reconocimientos
En reconocimiento a su contribución cultural y social, en 1974 recibió la Medalla de Oro y fue nombrado Hijo Predilecto de la provincia de Málaga por la Diputación Provincial. Por último a su honor hay una calle que lleva su nombre en su ciudad natal, en Campillos.